# Tiro con l'arco paralimpico
Il tiro con l'arco paralimpico, o tiro con l'arco per disabili è il primo sport paralimpico mai inventato; questa è una variante del tiro con l'arco praticata da atleti con disabilità fisiche suddivisi in 3 classificazioni funzionali.

## Storia

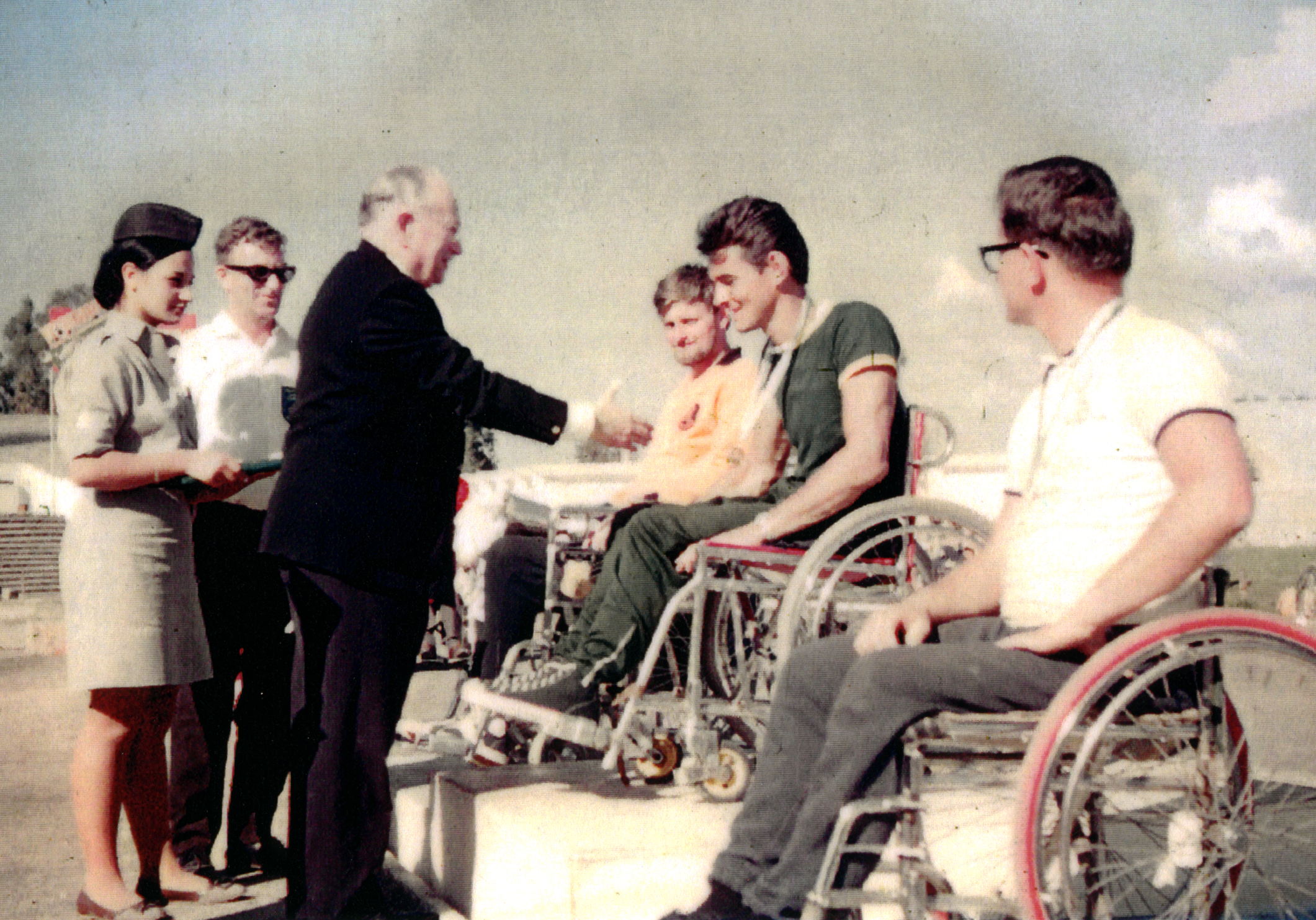
Guttmann premia degli atleti alle terze paralimpiadi

Nel 1948 Ludwig Guttmann, padre fondatore dei Giochi paralimpici, ebbe l'intuizione di far iniziare a praticare sport ai soldati tornati dalla guerra con disabilità al centro di riabilitazione di Stoke Mandeville; in concomitanza con le olimpiadi di Londra 1948, il neurologo decise di organizzare la prima competizione di tiro con l'arco per disabili: i Giochi di Stoke Mandeville, considerati i predecessori delle paralimpiadi.
La disciplina costituisce uno degli otto sport che sono stati praticati in occasione dei primi Giochi paralimpici estivi nel 1960; la classificazione attuale è stata introdotta nel 1998.
Nel 2009 lo sport inizia a venire regolamentato dalla World Archery Federation.

## Regolamento

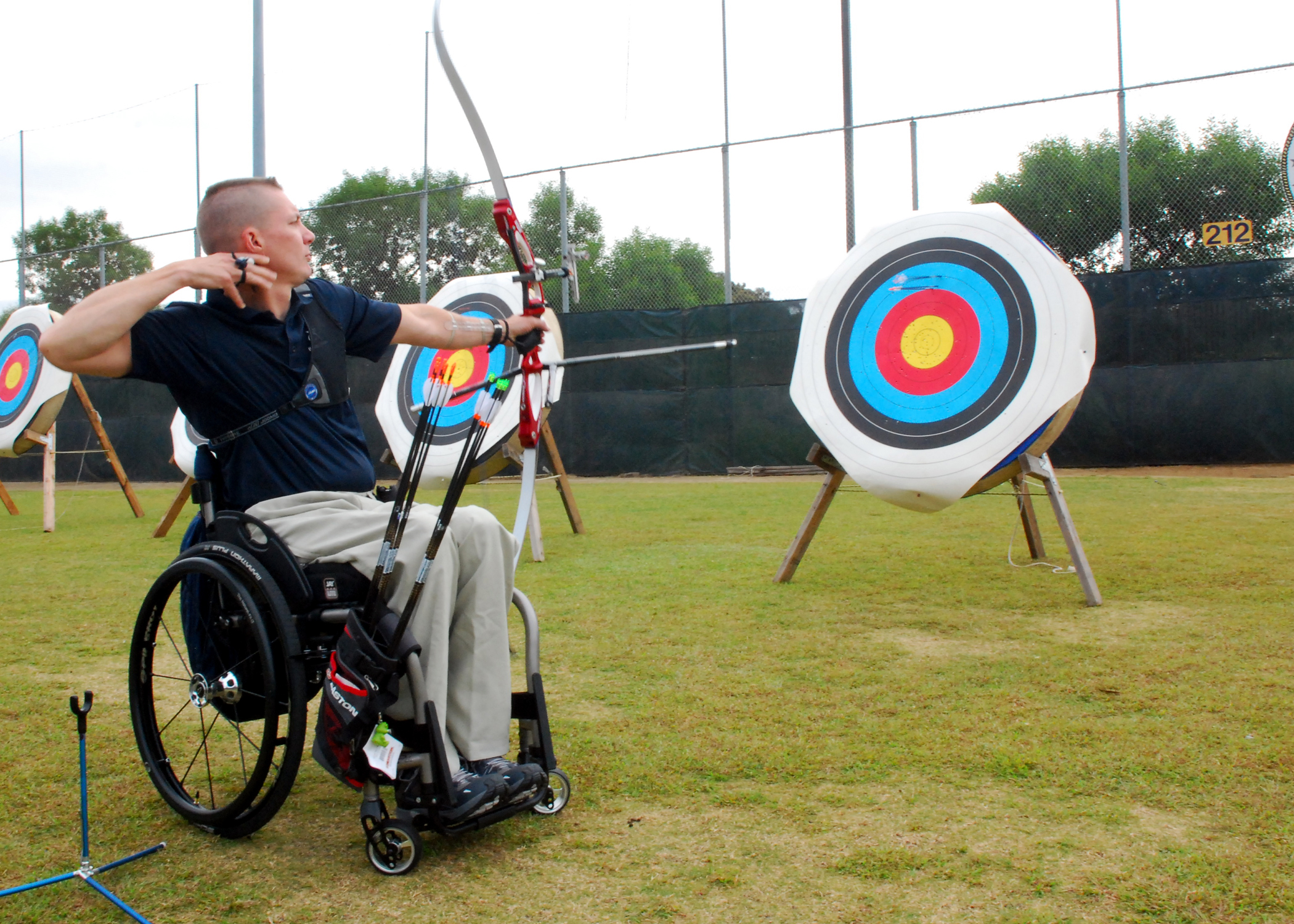
Atleta mira ad un bersaglio

Il regolamento è simile a quello del tiro con l'arco tradizionale, salvo alcune divergenze che vengono incontro ai bisogni degli atleti.
Il bersaglio deve misurare 1,22 metri di diametro e si deve trovare a 70 metri di distanza dall'atleta, anche se nelle competizioni non paralimpiche può trovarsi dai 30 ai 90 metri di distanza all'aperto e dai 18 ai 25 metri al chiuso.
Le competizioni, individuali o a squadre, si dividono in due categorie, divise in base allo strumento utilizzato: il classico arco olimpico ed il meno convenzionale arco compound.
Gli atleti vengono suddivisi per classificazione funzionale, attribuita in base alle capacità fisiche del singolo.

### Classificazione

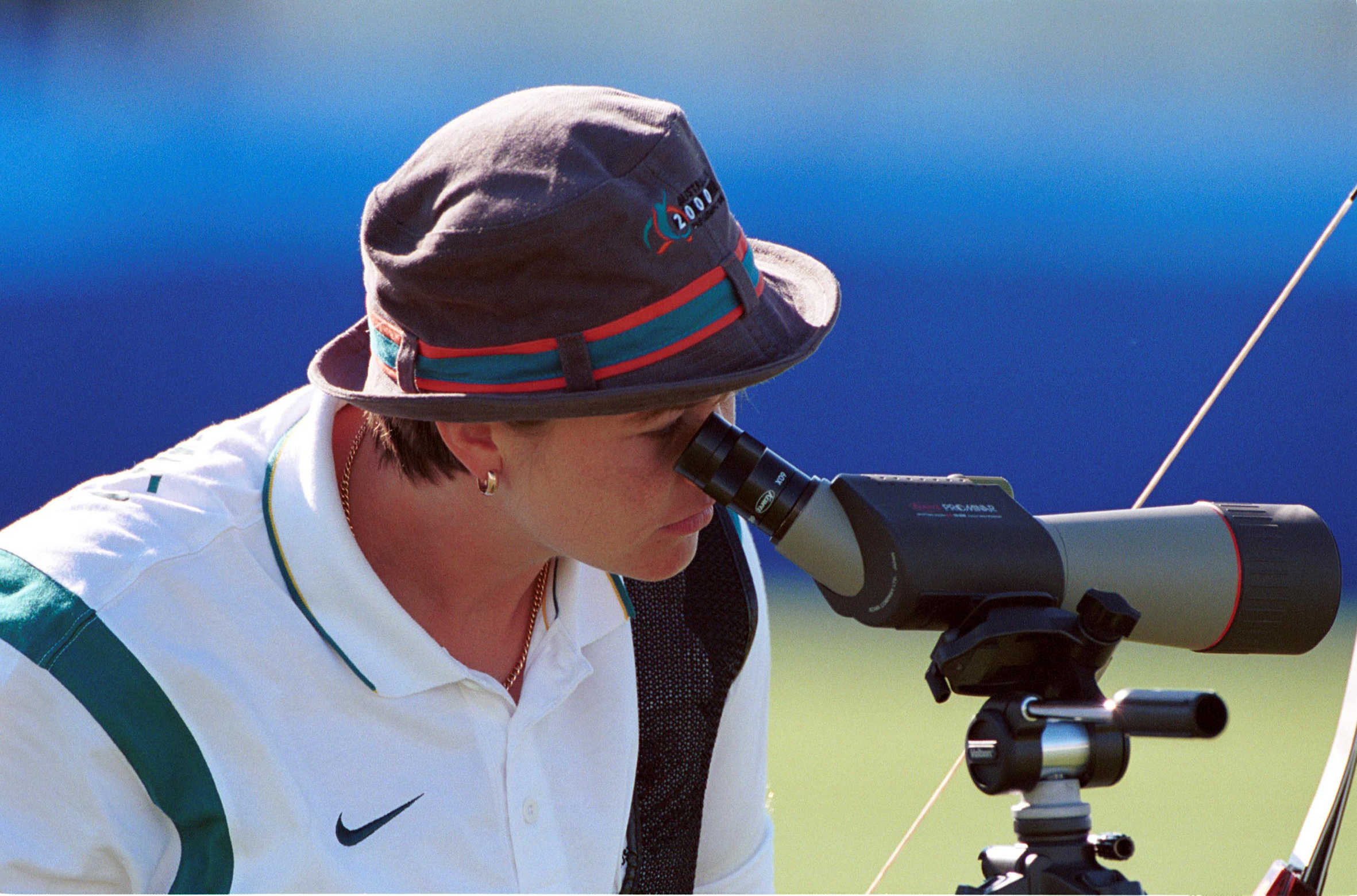
Atleta con disabilità visive utilizza l'apposito strumento per vedere il bersaglio

Esistono diversi tipi di classificazioni funzionali, tuttavia solo Open e W1 costituiscono delle categorie separate:
- Open: sia atleti in piedi che atleti in sedia a rotelle
- ST: atleti in grado di tirare da in piedi
- W1: gli atleti che devono tirare da una sedia a rotelle e hanno problemi ad almeno tre arti
- W2: atleti paraplegici o con disabilità equivalenti
- B1 e B2/3: atleti con disabilità visive